# Aomori prefektur
Aomori prefektur (japanska: 青森県?, Aomori-ken) är belägen i Tōhokuregionen på norra delen av ön Hōnshu i Japan. Residensstaden är Aomori. Prefekturen gränsar i norr till Tsugarusundet och i öst till Stilla havet. I söder gränsar den till prefekturerna Akita och Iwate.

## Prefektursymboler
Aomoris emblem och flagga antogs den 1 januari 1961. Emblemet består av en stiliserad kartbild som visar prefekturens geografiska form.
I flaggan uppträder prefekturemblemet i grönt mot vit bakgrund. Den djupgröna färgen står för en förhoppning om stora framsteg och exponentiell utveckling, samt för framtiden, medan det vita representerar världens och universums gränslöshet. Flaggan symboliserar därjämte folkets hopp och stolthet, medan grönfärgen också kan förknippas med prefekturträdet, hiban.
Flaggan har proportionerna 7:10. Beträffande emblemets storlek i förhållande till flaggan råder en marginell diskrepans mellan vad som anges i lagtexten, och vad som visas i den måttsatta ritningen. Lagtexten uppger att emblemets höjd är 6,5⁄10 av flaggans, och att dess bredd är 6,5⁄10 av flagglängden. I den måttsatta ritningen (där de geometriska punkternas exakta lägen preciseras) visas däremot emblemets höjd som 9⁄14 (≈64,3 %) av flaggans, medan bredden visas som 2⁄3 (≈66,7 %) av flagglängden.

## Geografi
Aomori, ön Honshus nordligaste prefektur, är till stora delar ett bergigt område, framförallt i inlandet. Här ligger bland annat den 879 m höga vulkanen Osorezan, som har en viktig religiös ställning bland buddhister, och området är ett av Japans mest vulkaniskt aktiva. Två mindre floder, Iwakigawa och Oirasegawa, flyter genom prefekturen. Oirasegawa avvattnar Towadasjön, Honshus största kratersjö, och är också en av prefekturens största turistattraktioner på grund av de många forsar och vattenfall som finns i dess norra del. 
Vid prefekturens båda kuster mot Japanska havet respektive Stilla Havet finns slätter, och på dessa bedrivs jordbruk i stor skala. Aomori är bland annat Japans största producent av äpplen. 
Enligt data från den 1 april 2012 utgjordes 12% av Aomoris yta av nationalparker. I Aomori ligger också Shirakami-Sanchi, en orörd urskog i ett bergigt område som har tagits upp på Unescos världsarvslista. 

## Administrativ indelning
Prefekturen var år 2016 indelad i tio städer (-shi) och 30 kommuner (-chō, -machi eller -mura).
Kommunerna grupperas i åtta distrikt (-gun). Distrikten har ingen administrativ funktion utan fungerar i huvudsak som postadressområden.
Städer:
- Aomori, Goshogawara, Hachinohe, Hirakawa, Hirosaki, Kuroishi, Misawa, Mutsu, Towada, Tsugaru

Distrikt och kommuner:
| - Higashitsugaru distrikt - Hiranai - Imabetsu - Sotogahama - Yomogita - Kamikita distrikt - Noheji - Oirase - Rokkasho - Rokunohe - Shichinohe - Tōhoku - Yokohama | - Kitatsugaru distrikt - Itayanagi - Nakadomari - Tsuruta - Minamitsugaru distrikt - Fujisaki - Inakadate - Ōwani - Nakatsugaru distrikt - Nishimeya - Nishitsugaru distrikt - Ajigasawa - Fukaura | - Sannohe distrikt - Gonohe - Hashikami - Nanbu - Sannohe - Shingō - Takko - Shimokita distrikt - Higashidōri - Kazamaura - Ōma - Sai |

## Klimat
Aomori har ett mycket varierat klimat tack vare att prefekturen är omgiven av hav på tre sidor och har stora bergskedjor. Vintrarna kännetecknas generellt av kraftiga snöfall på och kring Tsugaru-halvön och staden Tsugaru , medan området längs Stilla havet, på grund av att prefekturens bergskedjor hindrar kall, fuktig luft från att komma in, har soligare, torrare vintrar.
Somrarna tenderar att vara svala och fuktiga, framförallt på Stilla havs-sidan. Aomori har fyra tydligt avgränsade årstider, inte olikt majoriteten av Sverige. Genomsnittstemperaturen är 10,6 grader, den kallaste uppmätta någonsin -9,6 grader och den varmaste 35,6 grader. 

## Turism

### Stora Buddhan
Aomori Shōwa Daibutsu (昭和大仏) är den största sittande Buddhan i Japan. Den är en del av templet Seiryuu-ji, byggt så sent som 1982. Buddhan är 21.35 meter hög och väger 220 ton. Under Buddhan finns också ett cirkulärt rum med målningar, bilder och skulpturer. 

### Hirosaki slott
Detta slott är känt för körsbärsblommen i dess trädgårdar och ligger i staden Hirosaki. 

### Legenden om Jesu Kristi Grav
En populär japansk legend, grundad på en påstådd 1930-tals-upptäckt av uråldriga Hebreiska dokument, säger att Jesus inte dog på korset utan tog sig till byn Shingō, där han ska ha blivit risfarmare, skaffat familj och slagit sig ned för gott.
Legenden har avfärdats som en ren bluff, men turister fortsätter att lockas av den.

### Towadasjön
Denna kratersjö (Honshus största) ligger på gränsen mellan Aomori och Akita prefekturer. Varje sommar genomförs en fyrverkerishow vid sjön, som erbjuder spektakulära scener då fyrverkerierna speglas i vattnet. Towadasjön är också källa för Oirasegawa, som med sina forsar och vattenfall är ett populärt turistmål. 

## Galleri

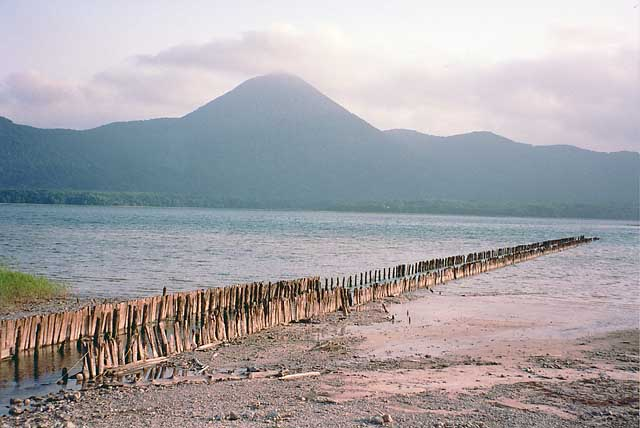
Osore-zan i Mutsu
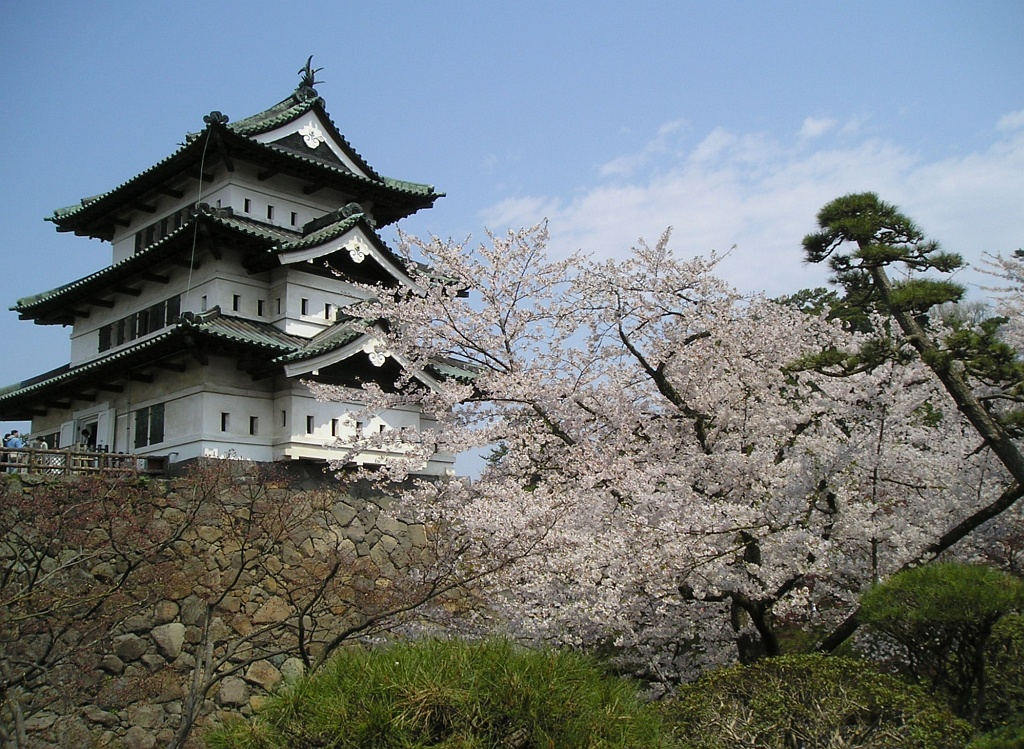
Hirosaki slott
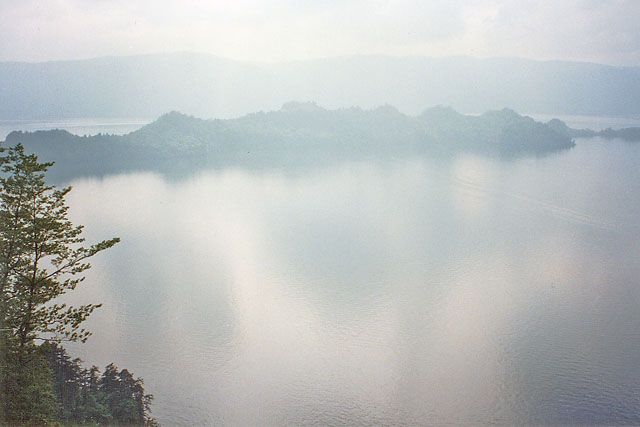
Towadasjön
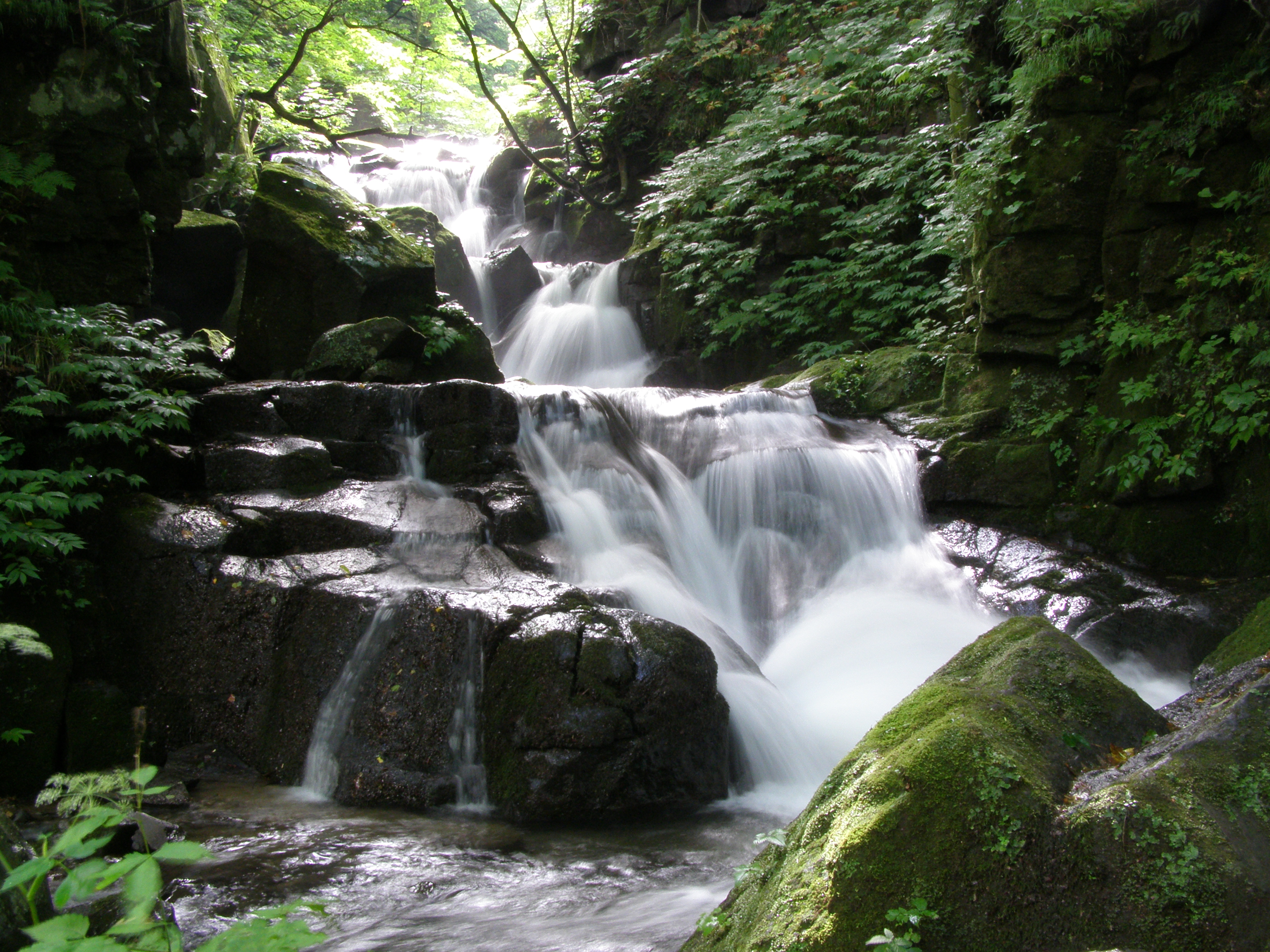
Vattenfall i Oirasegawa